# Barenton
Barenton – miejscowość i gmina we Francji, w regionie Normandia, w departamencie Manche.
Według danych na rok 1990 gminę zamieszkiwało 1437 osób, a gęstość zaludnienia wynosiła 41 osób/km² (wśród 1815 gmin Dolnej Normandii Barenton plasuje się na 154. miejscu pod względem liczby ludności, natomiast pod względem powierzchni na miejscu 20.).